# 니시카와 준
니시카와 준(일본어: 西川 潤, 2002년 2월 21일~)는 일본의 축구 선수이다.

## 구단 경력
2019년 J1리그의 세레소 오사카에 입단하였다. 2022년 사간 도스로 이적했다. 2024년 J2리그의 이와키 FC로 이적했다.

## 국가대표팀 경력
그는 2019년 FIFA U-20 월드컵에 참가할 일본 U-20 국가대표팀에 발탁되었으며, 3경기에 출전했다.
2019년 FIFA U-17 월드컵에도 출전, 4경기에 출전, 2득점을 넣었다.
2022년 아시안 게임에 참가할 일본 U-23 국가대표팀에 발탁되었으며, 은메달 획득에 기여했다.